# Anchanahalli, Krishnarajpet
Anchanahalli là một làng thuộc tehsil Krishnarajpet, huyện Mandya, bang Karnataka, Ấn Độ.